# Zhang Hui (łyżwiarka szybka)
Zhang Hui (chiń. 张会; ur. 8 marca 1988) – chińska łyżwiarka szybka, specjalizująca się w short tracku. Złota medalistka olimpijska z Vancouver.
Igrzyska w 2010 były jej pierwszą olimpiadą. Wspólnie z koleżankami zdobyła złoto w sztafecie, międzynarodowe sukcesy odnosi głównie w tej konkurencji. W 2009 wywalczyła tytuł mistrzyni świata, właśnie w sztafecie.